# 知多信用金庫

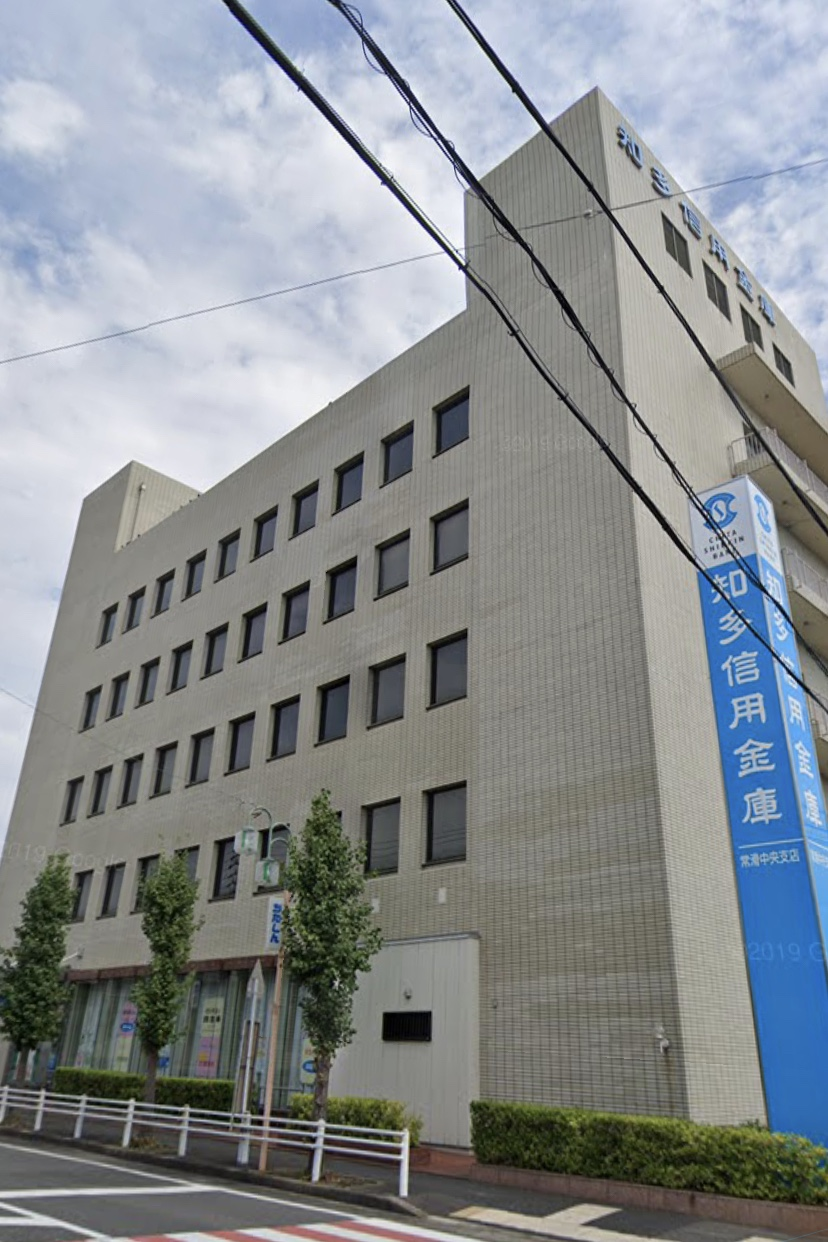
常滑中央支店

知多信用金庫（ちたしんようきんこ、英名：The Chita Shinkin Bank）は、愛知県半田市に本店を置く信用金庫。通称「ちたしん」。銀行・信用金庫の中で唯一、知多半島の5市5町すべてに店舗を展開している。

## 概要
1927年（昭和2年）に設立された成岩在郷軍人信用組合を前身としており、2017年（平成29年）には創立90周年を迎えた。愛知県知多半島を中心に名古屋市近郊や三河地域を営業地域としており、半田市及び知多郡阿久比町、常滑市の指定金融機関に指定されている。
全国の信用金庫の中でも預かり資産残高が上位に位置する。

## 地域貢献活動
ちたしん地域振興支援制度として地域振興や地域活性化となる新たな事業や活動に対して助成金を提供し、支援をしてゆく「夢サポート」がある。
地域貢献・地域活性化を目的としてCAC、半田中央印刷株式会社とともに「社団ちたクラウドファンディング」を設立。CAMPFIREのプラットフォームを利用し「FAAVO知多半島」のエリアオーナー兼パートナーとして展開。
地域貢献活動の一環として本店営業部に併設した「ほしざきホール」を開放している。 座席数300席の多目的ホールで、講演会、研修会、コンサート、各種展示会などに利用することができる。
地域の方々の様々な相談事に対応することを目的とした「ちたしんよろづ相談所」を開設している。平日は午前9時～午後5時まで新・本部棟2階にて、休日（年末年始は除く）は午前9時～午後5時まで駅前支店にて開催されている。
地元小中学校への出張授業等を通し、将来の地域経済を担う子供たちが必要な金融知識を身に付けることをサポートする「金融教育」を行っている。
職員の営業活動中に地域の方々の異変を察知した場合、各自治体担当窓口に連絡する「地域見守り活動」に参加をしている。この取り組みは地域見守り活動に関する協定を締結した半田市・東海市・武豊町・美浜町で行われている。

## キャッシュレス
キャッシュレス化に向けた環境整備として、スマートフォンでQRコード決済のできるOrigami Payを提供するOrigamiと加盟店獲得代理店契約を締結。

## その他
「第八回はんだ山車まつり」にダイヤモンドスポンサーとして協賛・参画。
しんきん通帳アプリを導入している。スマートフォン等でいつでもどこでも口座の入出金明細や残高を閲覧することができるほか、通帳を発行しない通帳レス口座を選択することもできる。Google Play、App Store対応。
信用金庫相互間ATM・CD利用手数料無料となるしんきんATMゼロネットサービスを導入している。

## 営業地域
営業地域は知多半島を中心に、名古屋市近郊や三河地域に展開している。
店舗設置地区は太字表記。
知多半島
半田市・大府市・東海市・知多市・常滑市・知多郡東浦町・阿久比町・武豊町・美浜町・南知多町
三河
刈谷市・碧南市・高浜市・知立市・安城市・西尾市・みよし市
名古屋市近郊
名古屋市全域（南区・緑区）・長久手市・日進市・豊明市・愛知郡東郷町

## 店舗・ATM
詳細は「店舗・ATM」を参照。
普段平日に来店できない方も各種相談できるよう土日祝も営業している店舗がある。
- 駅前支店・よろづ相談所（土日祝午前9時～午後5時）
- 常滑中央支店・ローン相談会（毎月第2日曜日午前9時～午後4時）

## 指定金融機関
- 半田市（2015年（平成27年）4月受託）[1][2][3]
- 阿久比町（2016年（平成28年）4月受託）[1][4][5]
- 常滑市（2019年（平成31年）4月受託）[6]
- 南知多町（2022年（令和4年）4月受託）

## 沿革
- 1927年（昭和2年）9月 - 成岩在郷軍人信用組合として知多郡成岩町（現半田市）に設立。
- 1937年（昭和12年）9月 - 保証責任成岩信用組合となる。
- 1952年（昭和27年）6月 - 信用金庫に転換、知多信用金庫に改組。
- 1994年（平成6年）5月 - 東海地区信金共同事務セミナーへ加盟。
- 2000年（平成12年）10月 -「ちたしんローンプラザ」開設。
- 2002年（平成14年）3月 - 常滑信用組合の事業の全部とともに8店舗を譲り受ける。
- 2004年（平成16年）4月 - 地域振興支援制度「夢サポート」を創設。
- 2015年（平成27年）4月 - 半田市指定金融機関業務を受託。
- 2016年（平成28年）4月 - 阿久比町指定金融機関業務を受託。
- 2017年（平成29年）9月 - 「本店営業部」新築移転オープン。「ほしざきホール」開設。
- 2018年（平成30年）1月 - 「事務センター」オープン。
- 2019年（平成31年）4月 - 常滑市指定金融機関業務を受託。
- 2020年（令和2年）1月 - 「新・本部棟」オープン。
- 2021年（令和3年）8月10日 - この日から磁気の影響を受けにくい新しい通帳（Hi-Co通帳）を取扱開始した(ATMでのHi-Co通帳への繰越は、8月6日18時から取扱い開始。Hi-Co通帳に対応していない信用金庫ATMではHi-Co通帳は使えない。) [7]。